# Bérces
Bérces (1899-ig Alsó-Porubka, szlovákul Dolná Poruba) község Szlovákiában, a Trencséni kerületben, a Trencséni járásban.

## Fekvése
Trencséntől 22 km-re keletre fekszik.

## Története
1355-ben „Poruba” néven említik először. 1397-ben „Kis Poroba”, 1467-ben „Also Paruba”, 1487-ben „Kys Porwbka” néven szerepel az írott forrásokban. Kasza várának uradalmához tartozott, később több nemesi család birtoka. 1598-ban malma és 33 háza volt. 1720-ban 30 adózó háztartással rendelkezett. 1784-ben 90 házában 876 lakos élt. Lakói mezőgazdasággal foglalkoztak.
A 18. század végén Vályi András így ír róla: „PORUBA. Alsó Poruba, Felső Poruba, Kő Poruba. Három tót faluk Trentsén Vármegyében. Alsónak, és Felsőnek földes Urai Gróf Illésházy, és több Uraságok, fekszenek Missénnek szomszédságában, mellynek filiáji; Kő Porubának pedig földes Ura Szerdahelyi, és több Uraságok, ez fekszik Konszkához közel, mellynek filiája, lakosai katolikusok, határbéli földgyeik olly minéműségűek, mint Nagy-Podrágyé, második osztálybéliek.”
Fényes Elek 1851-ben kiadott geográfiai szótárában így ír a faluról: „Alsó-Poruba, tót falu, Trencsén vmegyében, Nyitra vmegye szélén: 888 kath., 9 zsidó lak. Sovány, hegyes határ; nagy erdő; virágzó tehén- és juhtartás. F. u. többen. Ut. p. Trencsén.”
A trianoni diktátumig Trencsén vármegye Illavai járásához tartozott.
1944 szeptemberében és októberében súlyos harcok folytak a környéken, a közeli erdőkben 24 partizán esett el.

## Népessége
| Év:            | 1994. | 2004.   | 2014.   | 2024.   |
| -------------- | ----- | ------- | ------- | ------- |
| Emberek száma: | 904   | 845     | 788     | 794     |
| Eltérés:       |       | -6,52 % | -6,74 % | +0,76 % |

| Év:            | 2023. | 2024.   |
| -------------- | ----- | ------- |
| Emberek száma: | 789   | 794     |
| Eltérés:       |       | +0,63 % |

1880-ban 685 lakosából 669 szlovák, 7 német anyanyelvű és 9 csecsemő volt. Ebből 672 római katolikus, 10 zsidó és 3 evangélikus vallású.
1910-ben 868-an lakták, ebből 856 szlovák, 3-3 magyar és német és 6 más anyanyelvű.
2001-ben 865 lakosából 853 szlovák volt.
2011-ben 808 lakosából 793 szlovák, 8 cseh és 7 ismeretlen nemzetiségű.